# 강릉선 KTX
강릉선 KTX(江陵線 KTX)는 서울특별시의 서울역 혹은 청량리역에서 강원특별자치도 강릉시의 강릉역 혹은 동해시의 동해역을 잇는 한국고속철도의 운행 계통이다.

## 연혁
- 2017년 12월 22일 : 경강선 개통과 함께 운행 개시
- 2018년 4월 16일 : 명칭을 경강선에서 강릉선으로 변경
- 2020년 3월 2일 : 강릉삼각선 완공과 동시에 정동진 경유 동해역방면 운행 계통 신설
- 2021년 8월 1일 : 전 열차가 KTX-이음으로 대체
- 2022년 3월 31일 : 강릉선 KTX-이음 1일 1회 행신역 연장 운행(강릉역 한정)
- 2022년 7월 31일 : 주말 한정으로 일부 열차 덕소역 추가 정차 개시
- 2023년 11월 21일 : 중앙선과 복합열차 운행 시운전[2]
- 2023년 12월 29일 : 중앙선 KTX와 복합열차 운행개시

## 역 목록
| 노선   | 역명         | 로마자 역명    | 한자 역명    | 역간 거리(km)       | 영업 거리(km) | 접속 노선 | 소재지         | 소재지   | 비고        |
| ------ | ------------ | -------------- | ------------ | ------------------- | ------------- | --- | -------------- | -------- | ----------- |
| 경의선 | 행신         | Haengsin       | 幸信         | -                   | -14.9         | ● 수도권 전철 경의·중앙선                                                                                         | 경기도         | 고양시   |             |
| 경부선 | 서울         | Seoul          | -            | 0.0 (행신기점 14.9) | 0.0           | 경부고속선 경부선 경의선 ● 인천국제공항철도 ● 수도권 전철 1호선 ● 수도권 전철 4호선 ● 수도권 전철 경의·중앙선     | 서울특별시     | 용산구   |             |
| 중앙선 | 청량리       | Cheongnyangni  | 淸凉里       | 15.9                | 15.9          | 경원선 중앙선 ● 수도권 전철 1호선 ● 수도권 전철 경의·중앙선 경춘선 ● 수도권 전철 경춘선 ● 수도권 전철 수인·분당선 | 서울특별시     | 동대문구 |             |
| 중앙선 | 상봉         | Sangbong       | 上鳳         | 4.0                 | 19.9          | ● 수도권 전철 경의·중앙선 경춘선 ● 수도권 전철 경춘선                                                             | 서울특별시     | 중랑구   | 망우역 연결 |
| 중앙선 | 덕소         | Deokso         | 德沼         | 13.2                | 33.1          | ● 수도권 전철 경의·중앙선                                                                                         | 경기도         | 남양주시 |             |
| 중앙선 | 양평         | Yangpyeong     | 楊平         | 30.7                | 63.8          | ● 수도권 전철 경의·중앙선                                                                                         | 경기도         | 양평군   |             |
| 중앙선 | 서원주       | Seowonju       | 西原州       | 38.5                | 102.3         | 중앙선 | 강원특별자치도 | 원주시   |             |
| 경강선 | 만종         | Manjong        | 萬鍾         | 5.4                 | 107.7         | | 강원특별자치도 | 원주시   |             |
| 경강선 | 횡성         | Hoengseong     | 橫城         | 18.3                | 126.0         | | 강원특별자치도 | 횡성군   |             |
| 경강선 | 둔내         | Dunnae         | 屯內         | 20.6                | 146.6         | | 강원특별자치도 | 횡성군   |             |
| 경강선 | 평창         | Pyeongchang    | 平昌         | 20.0                | 166.6         | | 강원특별자치도 | 평창군   |             |
| 경강선 | 진부(오대산) | Jinbu(Odaesan) | 珍富(五臺山) | 16.3                | 182.9         | | 강원특별자치도 | 평창군   |             |
| 경강선 | 강릉         | Gangneung      | 江陵         | 40.3                | 223.2         | | 강원특별자치도 | 강릉시   |             |
| 영동선 | 정동진       | Jeongdongjin   | 正東津       | 48.1                | 231.0         | | 강원특별자치도 | 강릉시   |             |
| 영동선 | 묵호         | Mukho          | 墨湖         | 22.9                | 253.9         | | 강원특별자치도 | 동해시   |             |
| 영동선 | 동해         | Donghae        | 東海         | 6.0                 | 259.9         | 영동선 | 강원특별자치도 | 동해시   |             |

## 운행정보
2023년도 철도통계연보에 따르면, 강릉선에 운행하는 정기열차 운행 빈도는 다음과 같다.(단위: 회/일, 작성기준: 편도, 주중)
| 운행구간        | 선로용량 | 고속열차 | 일반여객 | 화물열차 | 운행총계 |
| --------------- | -------- | -------- | -------- | -------- | -------- |
| 서원주 - 남강릉 | 165      | 20       | 0        | 0        | 20       |
| 남강릉 - 강릉   | 60       | 15       | 9        | 0        | 24       |

## 특징
- 중앙선 서원주역과 영동선 강릉역을 잇는 구간은 준고속선으로, KTX 운행을 위해 시속 250km/h로 운행하고 있다.
- 기존 태백선과 영동선 운행 계통이 청량리역을 시종착역으로 한 것과 달리 이 운행계통은 서울역을 시종착역으로 한다. 일부 열차는 청량리역 착발로 단축 운행한다.
- 2018년 동계 올림픽 기간 동안 KTX는 편도 51회 운행되었으며, 당시 인천공항2터미널역부터 진부역까지 1시간 37분이 소요되었다.
- 전 구간 중 62.5%인 75.5km 구간이 터널 구간으로 터널 구간 중 대관령터널은 길이 21.755km로 대한민국에서 2번째로 긴 터널이며, 2015년 11월 30일 관통되었다.
- 강릉역을 제외한 5개 역사 여객안내표지에 숲, 나뭇잎을 모티브로 갈색이 적용되었다.[3]
- 2018년 동계 올림픽 기간 동안 인천국제공항발 KTX와 연계되어 올림픽 관광객의 수송 수단이 되었다.
- KTX의 수혜 지역을 강원도 영동 지역으로 확장하였다. 2020년에는 정동진과 동해시까지 포함되었다.

## 같이 보기
- 경강선
- KTX 강릉선 탈선사고

## 해설
1. ↑  진부-정동진